# 反逆の報酬
『反逆の報酬』（はんぎゃくのほうしゅう）は、1973年に東宝が石原プロモーションとの提携で製作した日本映画。沢田幸弘監督。

## 概要
石原裕次郎はこの後、友情出演や声の出演はあったが、本格的な映画出演、そして映画主演はこの作品が最後となった。準備段階では『悪党天使』のタイトルであった。
石原は、当時人気を得ていた『太陽にほえろ!』のボスのイメージを踏襲しながらも、映画作品でしか表現出来ない様な、影のあるキャラクターを演じた。石原と渡の演じる二人のアウトローが協力し、麻薬組織をたたきのめす姿を描いた作品である。

## キャスト
- 沖田徹男：石原裕次郎
- 村木駿：渡哲也
- 上村秋子：鰐淵晴子
- 沢田真由美：夏純子
- 矢部：藤岡重慶
- 健一：武藤章生
- 悦子：片野由紀子
- ジョー：チコ・ローランド
- デニス：ロルフ・ジェサー
- みゆき : 青山リマ
- 岩本：深江章喜
- 水野剛造：小泉郁之助
- 菊川：小池朝雄
- 桜井孝：成田三樹夫
- よしえ：高峰三枝子

## スタッフ
- 監督 - 沢田幸弘
- 脚本 - 永原秀一、長田紀生
- 製作 - 石原裕次郎、奥田喜久丸、小林正彦
- 撮影 - 金宇満司
- 照明 - 藤林甲
- 美術 - 小林正義
- 録音 - 佐藤泰博
- 編集 - 渡辺士郎
- 音楽 - 渡辺岳夫、広瀬健次郎
- 助監督 - 森川一雄
- スタント - 三石千尋
- 技斗 - 渡井嘉久夫
- 録音所 - アオイスタジオ
- 現像 - 東洋現像所
- 東宝株式会社 = 石原プロモーション提携作品

## 主題歌
- 主題歌: 「反逆の報酬」: 石原裕次郎
- 挿入歌 : 「徹男と秋子のバラード」: 石原裕次郎